# Marco Ânio Messala
Marco Ânio Messala (em latim: Marcus Annius Messala) foi um senador romano nomeado cônsul sufecto para o nundínio de março a abril de 83 com o Caio Físio Sabino. Provavelmente era de uma família equestre da Bética e parente de Lúcio Cornélio Pusião Ânio Messala, cônsul sufecto em 90. Durante o ano dos quatro imperadores lutou pela facção de Vespasiano e serviu como legado sob o comando do procônsul da África em um ano não estabelecido.